# Haplogruppe G (mtDNA)
Die Haplogruppe G ist in der Humangenetik eine Haplogruppe der Mitochondrien (mtDNA).
Es handelt sich um eine ostasiatische Haplogruppe. Heute ist G in ihrer höchsten Frequenz in Nordostsibirien zu finden. Haplogruppe G findet sich auch in niedriger Frequenz bei einigen Bevölkerungen des nördlichen Ostasien und Zentralasiens. Jedoch im Gegensatz zu anderen mitochondrialen DNA Haplogruppen, wie sie typisch sind für die Bevölkerung des nordöstlichen Asien, wie Haplogruppe A, Haplogruppe C und Haplogruppe D, wurde Haplogruppe G bei den Indianern in Amerika nicht gefunden.
Die Haplogruppe G ist in die Subgruppen G1 und G2a unterteilt, die Korjaken und Itelmenen repräsentieren.

## Stammbaum
Dieser phylogenetische Stammbaum der Subgruppen von Haplogruppe G basiert auf einer Veröffentlichung von Mannis van Oven und Manfred Kayser und anschließender wissenschaftlicher Forschung.
- G
  - G1
    - G1a
      - G1a1
        - G1a1a
          - G1a1a1
          - G1a1a2
          - G1a1a3

      - G1a2'3
        - G1a2
        - G1a3
          - G1a3a

    - G1b
    - G1c

  - G2
    - G2a
      - G2a1
        - G2a1a
        - G2a1b
        - G2a1c

      - G2a2
      - G2a3
        - G2a3a

      - G2a4

    - G2b
      - G2b1

  - G3
    - G3a
      - G3a1
      - G3a2

    - G3b
      - G3b1

  - G4